# Aeolopneustes
Aeolopneustes is een geslacht van uitgestorven zee-egels uit de orde Camarodonta. De verwantschap met de andere geslachten uit deze orde is nog onduidelijk.

## Soorten
- Aeolopneustes delorioli Duncan & Sladen, 1882 †